# Lchagwasürengiin Otgonbaatar
Lchagwasürengiin Otgonbaatar oder Lkhagvasürengiin Otgonbaatar (mongolisch Лхагвасүрэнгийн Отгонбаатар; geb. 20. Januar 1993 in Bat-tsengel, Archangai-Aimag) ist ein mongolischer Judoka. Er trat zwischen 2013 und 2019 bei zahlreichen internationalen Wettkämpfen an, unter anderem bei den Olympischen Sommerspielen 2016 und den Judo-Weltmeisterschaften 2018.

## Karriere
Er trat erstmals beim Judo Grand Prix 2013 in Ulaanbaatar an, wo er die Bronzemedaille errang. Danach:
- Asienspiele 2014 (, Incheon)
- Judo-Weltmeisterschaften 2015 (, Astana)
- Judo Grand Slam 2015 – Abu Dhabi ()
- Judo Grand Slam 2015 – Paris ()
- Judo Grand Prix 2015 – Ulaanbaatar ()
- Judo Grand Prix 2015 – Tbilissi ()
- Judo Grand Prix 2016 – Ulaanbaatar ()
- Judo Grand Prix 2016 – Düsseldorf ()
- Judo-Weltmeisterschaften 2018 (, Baku)
- Asienspiele 2018 (, Jakarta)
- Judo World Masters 2018 (, Guangzhou)
- Judo Grand Prix 2018 – Antalya ()
- Judo Grand Prix 2019 – Hohhot ()
- Asian-Pacific Judo Championships 2019 (, Fudschaira).

Bei den Olympischen Sommerspielen 2016 kam er auf Platz 5, bei den Judo-Weltmeisterschaften 2018 gewann er Bronze und bei den Olympischen Sommerspielen 2020 kam er auf Platz 9.